# جشينوند (مقاطعة دلفان)
جشينوند (بالفارسية: جشینوند) هي قرية تقع في قسم نورعلي الريفي (مقاطعة دلفان) في إيران. يقدر عدد سكانها بـ 74 نسمة بحسب إحصاء 2016.